# Bazac
Bazac ist ein Ort und eine Gemeinde mit 147 Einwohnern (Stand 1. Januar 2022) im westfranzösischen Département Charente in der Region Nouvelle-Aquitaine.

## Lage
Bazac ist die südlichste Gemeinde des Départements Charente. Sie liegt in der Kulturlandschaft des Angoumois in einer Höhe von etwa 70 m ü. d. M. und ist etwa 54 km (Fahrtstrecke) in südwestlicher Richtung von der Stadt Angoulême bzw. ca. 70 km in südöstlicher Richtung von der Stadt Cognac entfernt.

## Bevölkerungsentwicklung
| Jahr      | 1800 | 1851 | 1901 | 1954 | 1999 | 2013 |
| Einwohner | 364  | 433  | 406  | 283  | 150  | 156  |

Der Bevölkerungsrückgang in der ersten Hälfte des 20. Jahrhunderts ist im Wesentlichen auf den Verlust an Arbeitsplätzen infolge der Reblauskrise und der zunehmenden Mechanisierung der Landwirtschaft zurückzuführen.

## Wirtschaft
Lebten die Bewohner des Ortes jahrhundertelang von den Erträgen ihrer Felder und Gärten, so wurde im ausgehenden Mittelalter und in der frühen Neuzeit der Weinbau vorangetrieben, der – nach der Reblauskrise im ausgehenden 19. und beginnenden 20. Jahrhundert – auch heute noch die wichtigste Einnahmequelle der Gemeinde ausmacht. Auch der Tourismus in Form der Vermietung von Ferienwohnungen (gîtes) spielt eine nicht unbedeutende Rolle für das wirtschaftliche Leben der Gemeinde.

## Geschichte
Im Mittelalter gehörte Bazac zur Grundherrschaft (seigneurie) des Château de Bellevue in der Nachbargemeinde Saint-Avit.

## Sehenswürdigkeiten
- Die Pfarrkirche Saint-Martin geht in ihren Ursprüngen auf das 12. Jahrhundert zurück. Der gesamte Bau mit Ausnahme der Fassade wurde jedoch später leicht verändert und verputzt, was die Anerkennung als Monument historique bislang verhindert hat. Das Erdgeschoss der Fassade zeigt das in der Charente häufig anzutreffende Triumphbogenschema mit einem mittleren tiefgestaffelten Archivoltenportal und zwei seitlichen Blendportalen; die mittlere Ebene wird von einer Blendarkadenreihe auf Doppelsäulen gebildet. Das Giebeldreieck ist schmucklos.
- Seitlich vor der Kirche steht ein gedecktes Brunnenhäuschen (puits) aus dem 18. Jahrhundert.